# 铁行会馆
铁行会馆，位于中国河北省石家庄市城内，为石家庄市鹿泉市的一个省级文物保护单位，类型为近现代文物，公布时间为1993年7月15日。
铁行会馆的历史年代为清代。